# Nimba United Football Club
El Nimba United es un equipo de fútbol de Liberia que milita en la Premier League de Liberia, la liga de fútbol más importante del país.

## Historia
Fue fundado en 2010 en la ciudad de Sanniquellie y en la temporada 2014 consigue el ascenso a la Premier League de Liberia.
En su primera temporada en la máxima categoría consigue ganar el título de liga, siendo el primer equipo que no es de la capital Monrovia desde 1963 que lo consigue.
A nivel internacional consigue clasificar por primera vez a un torneo internacional, a la Liga de Campeones de la CAF 2016, en donde fue eliminado en la ronda preliminar por el Union Douala de Camerún.

## Palmarés
- Premier League de Liberia: 1

2015

## Participación en competiciones de la CAF
| Temporada | Torneo                      | Ronda      | Club         | Casa | Visita | Global |
| --------- | --------------------------- | ---------- | ------------ | ---- | ------ | ------ |
| 2016      | Liga de Campeones de la CAF | Preliminar | Union Douala | 1-3  | 0-1    | 1-4    |